# Kathi Schwaab
Kathi Schwaab, née le 26 novembre 1972, est une biathlète allemande. 

## Biographie
Elle obtient son seul podium individuel en carrière lors du sprint d'Oberhof durant la saison 1996-1997.

## Palmarès

### Jeux olympiques
- Championnats du monde 1995 à Anterselva :
  -  Médaille d'argent dans la course par équipes.

### Coupe du monde
- Meilleur classement général : 49e en 1996.
- 1 podium individuel : 1 troisième place.
- 1 podium en relais.